# South Field
Le South Field, également connu sous le nom de The Stadium at South Field, est un stade omnisports américain (servant principalement pour le rugby à XV et le soccer) situé dans la ville de Provo, dans l'Utah.
Le stade, doté de 4 200 places, sert d'enceinte à domicile pour l'équipe universitaire de l'Université Brigham Young des Cougars de BYU (pour l'équipe masculine de rugby à XV, et pour les équipes masculines et féminines de soccer).

## Histoire
L'entreprise Hanson Sports fut désignée pour construire les gradins à South Field en 2008. Après la rénovation du stade, la capacité du stade est augmentée à 4 200 places assises, avec une tribune supplémentaire pour des foules plus importantes.
Le record d'affluence au stade a été battu à plusieurs reprises au cours des dernières années, tout d'abord en septembre 2015 lorsque 5 620 spectateurs ont assisté à un match de soccer féminin entre les BYU Cougars et les rivaux de l'Utah Utes, puis en 2017 lorsque 5 735 spectateurs ont assisté à un match de soccer féminin des BYU Cougars contre les UCLA Bruins.
En raison de sa surface de jeu en gazon naturel bien entretenu, le South Field a servi de centre d'entraînement à l'équipe des États-Unis de soccer avant leur match de qualification pour la coupe du monde contre le Costa Rica en 2005.

## Galerie

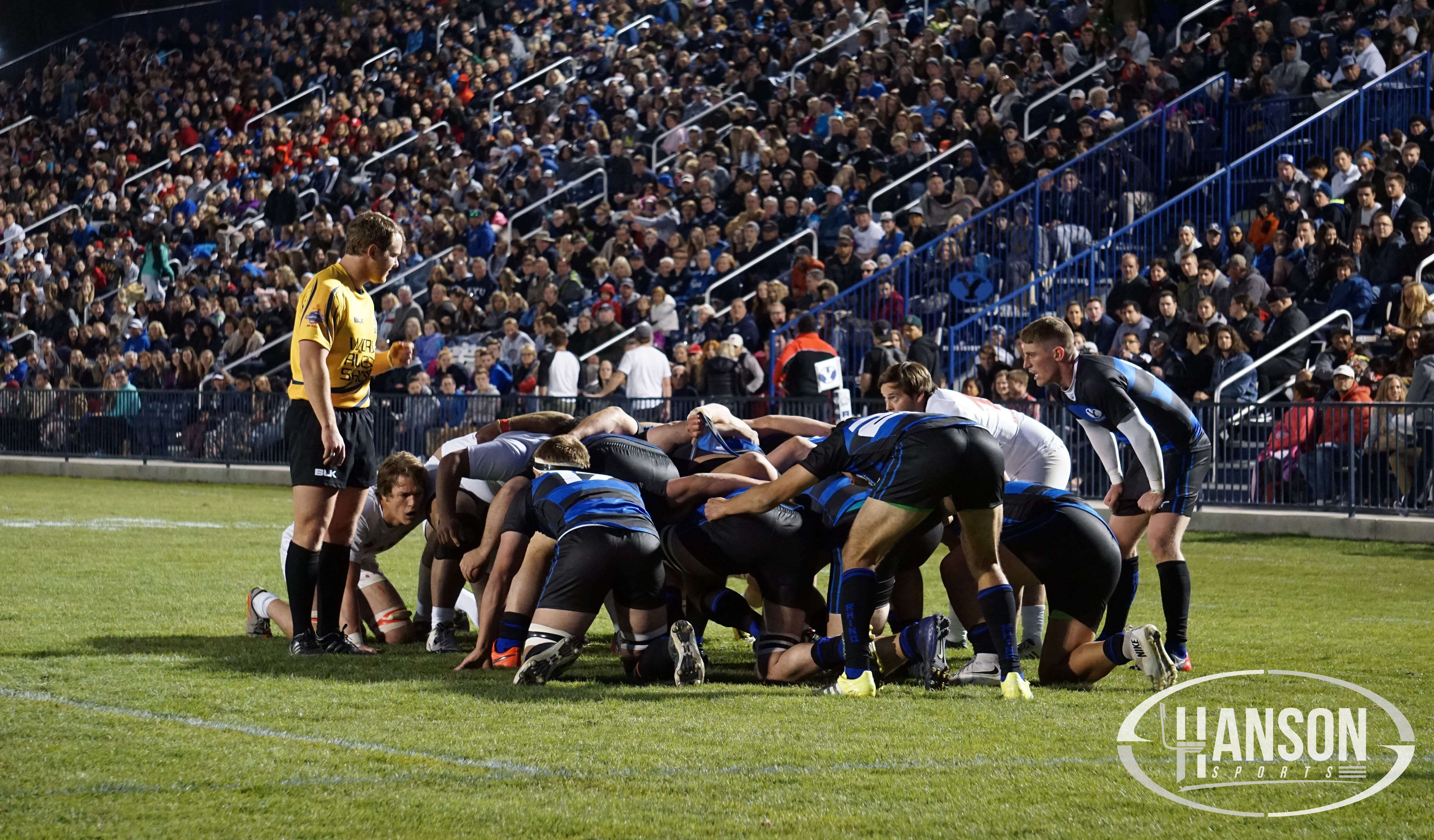
Match de rugby à XV au stade contre les Utah Utes en 2016